# 美郷町 (秋田県)
美郷町（みさとちょう）は、秋田県の仙北郡にある町（地方公共団体）。

## 概要
郡南東部の千畑町（せんはたまち）、六郷町（ろくごうまち）、仙南村（せんなんむら）の3町村合併により、2004年（平成16年）11月1日に発足した。美郷町は秋田県内の平成の大合併の第1号である。住所表記は「秋田県仙北郡美郷町○○」（○○は旧町村から引き継いだ大字）となり、合併前の町村名は記さない。
合併以降、旧町村庁舎3つに町役場機能を分散した分庁舎方式を採用し、町長室がある六郷庁舎を本庁舎扱いにしていたが、2010年（平成22年）1月4日より千畑庁舎（旧：千畑町役場）に機能を集約して本庁舎とした。

## 地理
横手盆地の東部にあって、町の東側は奥羽山脈の山々が連なる。丸子川やその支流が形成する六郷扇状地・千屋扇状地に位置し、町内各所で地下水が自噴する。とくに六郷扇状地扇端部は美郷町六郷として「水の郷百選」に選定されている。
- 山: 黒森山、真昼岳
- 河川: 出川、丸子川、善知鳥川、厨川、七滝川
- 湖沼: 潟尻ダム、金沢ダム

### 人口
| |                                        |  |
| 美郷町と全国の年齢別人口分布（2005年） | 美郷町の年齢・男女別人口分布（2005年） |  |
| ■紫色 ― 美郷町 ■緑色 ― 日本全国 | ■青色 ― 男性 ■赤色 ― 女性              |  |
| 美郷町（に相当する地域）の人口の推移 \| 1970年（昭和45年） \| 27,981人 \| \| \| 1975年（昭和50年） \| 26,623人 \| \| \| 1980年（昭和55年） \| 26,356人 \| \| \| 1985年（昭和60年） \| 26,358人 \| \| \| 1990年（平成2年） \| 25,987人 \| \| \| 1995年（平成7年） \| 25,232人 \| \| \| 2000年（平成12年） \| 24,207人 \| \| \| 2005年（平成17年） \| 23,038人 \| \| \| 2010年（平成22年） \| 21,674人 \| \| \| 2015年（平成27年） \| 20,279人 \| \| \| 2020年（令和2年） \| 18,613人 \| \| |                                        |  |
| 総務省統計局 国勢調査より |                                        |  |
| 1970年（昭和45年） | 27,981人                               |  |
| 1975年（昭和50年） | 26,623人                               |  |
| 1980年（昭和55年） | 26,356人                               |  |
| 1985年（昭和60年） | 26,358人                               |  |
| 1990年（平成2年） | 25,987人                               |  |
| 1995年（平成7年） | 25,232人                               |  |
| 2000年（平成12年） | 24,207人                               |  |
| 2005年（平成17年） | 23,038人                               |  |
| 2010年（平成22年） | 21,674人                               |  |
| 2015年（平成27年） | 20,279人                               |  |
| 2020年（令和2年） | 18,613人                               |  |

## 歴史

### 明治期の沿革
- 1876年（明治9年）

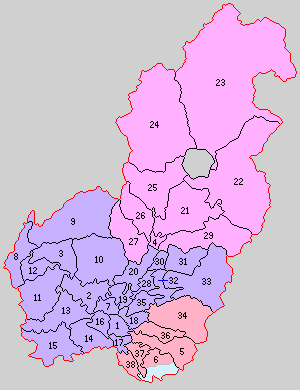
1889年町村制施行直後の仙北郡
----
1.大曲町、2.神宮寺町（北楢岡村ふくむ）、3.刈和野町（峰吉川村ふくむ）、4.角館町、5.六郷町、6.金沢町、7.花館村、8.淀川村、9.荒川村、10.土川村、11.大沢郷村、12.強首村、13.南楢岡村、14.内小友村、15.外小友村、16.大川西根村、17.藤木村、18.高梨村、19.四ツ屋村、20.長野町、21.神代村、22.生保内町、23.田沢村、24.檜木内村、25.西明寺村、26.中川村、27.雲沢村、28.清水村、29.白岩村、30.豊川村、31.豊岡村、32.横沢村、33.長信田村、34.千屋村、35.横堀村、36.畑屋村、37.飯詰村、38.金沢西根村
----
着色は現在の市町域（紫：大仙市、桃：仙北市、水色：横手市、赤：美郷町）

  - 六郷高野村・六郷本館村・六郷川内池村が合併して六郷村が発足。
  - 金沢前郷村・金沢寺田村と六郷東根村の一部が合併して金沢村（現美郷町域）が発足。
  - 金沢中野村と金沢中野新田村が合併して金沢中野村（現横手市）が発足。
- 1889年（明治22年）4月1日 - 町村制施行。
  - 千屋村、小荒川村、土崎村、黒沢村、浪花村、本堂城廻村が合併して千屋村が発足。
  - 畑屋村、安城寺村、鑓田村、羽貫谷地村、金沢東根村、中野村が合併して畑屋村が発足。
  - 六郷村、野中村、六郷東根村が合併して六郷村が発足。
  - 金沢村、野荒町村、金沢本町村、金沢中野村、安本村が合併して金沢村が発足。
  - 飯詰村、佐野村、天神堂村、境田村、上深井村、南町村が合併して飯詰村が発足。
  - 金沢西根村は単独立村。
- 1891年（明治24年）- 六郷村が町制施行し六郷町となる。
- 1897年（明治30年）8月31日 - 金沢村が町制施行し金沢町となる。

### 昭和期の沿革
- 1955年（昭和30年）3月31日 - 千屋村、畑屋村が合併して千畑村が発足。
- 1956年（昭和31年）9月30日 - 飯詰村、金沢西根村が合併して仙南村が発足。金沢町が横手市に編入。
- 1958年（昭和33年）4月22日 - 横手市金沢町の北部が分市して仙南村に編入。
- 1986年（昭和61年） - 千畑村が町制施行し千畑町となる。

なお、合併前の3町村の概要は以下の通りである（人口・世帯数は平成12年国勢調査による）。
| 町村   |  | 面積      | 人口     | 人口密度    | 世帯数    | 世帯あたり人口 |  | 町村長       |
| ------ |  | --------- | -------- | ----------- | --------- | -------------- |  | ------------ |
| 千畑町 |  | 87.58km2  | 8,540人  | 97.5人/km2  | 2,118世帯 | 1世帯4.03人    |  | 藤嶋長右エ門 |
| 六郷町 |  | 39.06km2  | 7,286人  | 186.5人/km2 | 2,151世帯 | 1世帯3.39人    |  | 坂本茂弘     |
| 仙南村 |  | 41.16km2  | 8,381人  | 203.6人/km2 | 2,028世帯 | 1世帯4.13人    |  | 松田知己     |
| 合併後 |  | 167.80km2 | 24,207人 | 144,3人/km2 | 6,297世帯 | 1世帯3.84人    |  | —            |

### 平成の大合併
- 2002年（平成14年）
  - 9月24日 - 町村長、正副議長が合併研究会設立について協議[2]。
  - 9月30日 - 千畑、六郷、仙南3町村で合併に向けた取り組みを開始することを表明[2]。
- 2003年（平成15年）2月28日 - 第1回千畑町・六郷町・仙南村合併協議会を開催（以後、17回協議会を開催）[2]。
- 2004年（平成16年）2月20日 - 千畑町・六郷町・仙南村合併協定調印式を挙行[2]。
- 2004年（平成16年）11月1日 - 千畑町、六郷町、仙南村が合併し、美郷町が発足。同時に町旗・町章を制定する[2][3][4]。
- 2005年（平成17年）2月13日 - 町総合体育館「アスパル」にて合併記念式典を挙行。約1,000人の美郷町の関係者が参加した。

美郷町旗
美郷町章

2005年に行われた合併記念式典では、功労者表彰および松田知己町長・後松一成町議会議長・寺田典城秋田県知事からの祝辞があった。記念行事として小中学生による発表やタイムカプセルの作成があり、町の木・花・鳥・魚の発表があった。ブラボー中谷（マジシャン）・加藤忍（競輪選手）・華王錦武志（大相撲力士）からのビデオメッセージの放映があった。その後台湾花蓮県瑞穂郷との友好交流に関する協定書調印がおこなわれ、式典終了後、讀賣新聞特別編集委員橋本五郎（秋田県山本郡琴丘町（現・三種町出身）の講演があった。
- 初代町長は松田知己、助役は佐々木敬治（六郷まちづくり株式会社社長）、収入役は坂本昇一、町議会議長は後松一成、副議長は伊藤光明であった[2]。
- 町の木はアカマツ、町の花はラベンダー、町の鳥は雁、町の魚がハリザッコ（イバラトミヨ）[2]。
- 町民歌は2006年（平成18年）2月27日に制定された「美郷町民歌 光あふれて」。北海道の道民歌や愛知県阿久比町の町民歌とは同名異曲だが、このうち阿久比町の町民歌は作詞者が美郷町と同じ滝田常晴である。

## 政治

### 行政

#### 町長
歴代町長
- 職務執行者：藤島長右エ門（旧：千畑町町長） - 合併後に町長選に出馬表明したため、選挙告示後に職務執行者を失職した。
- 初代：松田知己（旧：仙南村村長） - 6期目

### 町庁舎
- 美郷町役場（旧千畑町役場）
- 中央行政センター（旧六郷町役場）
- 南行政センター（旧仙南村役場）

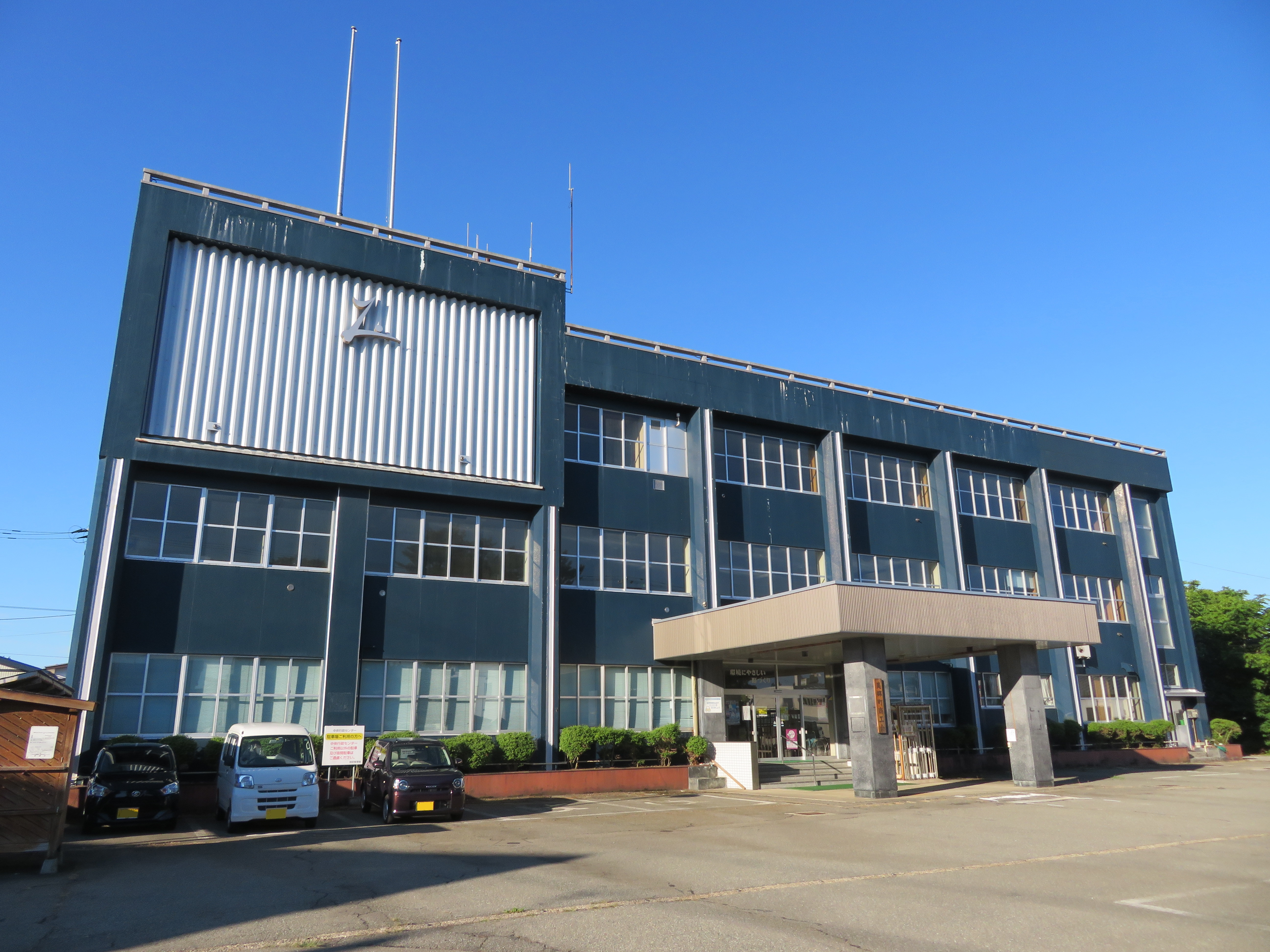
中央行政センター
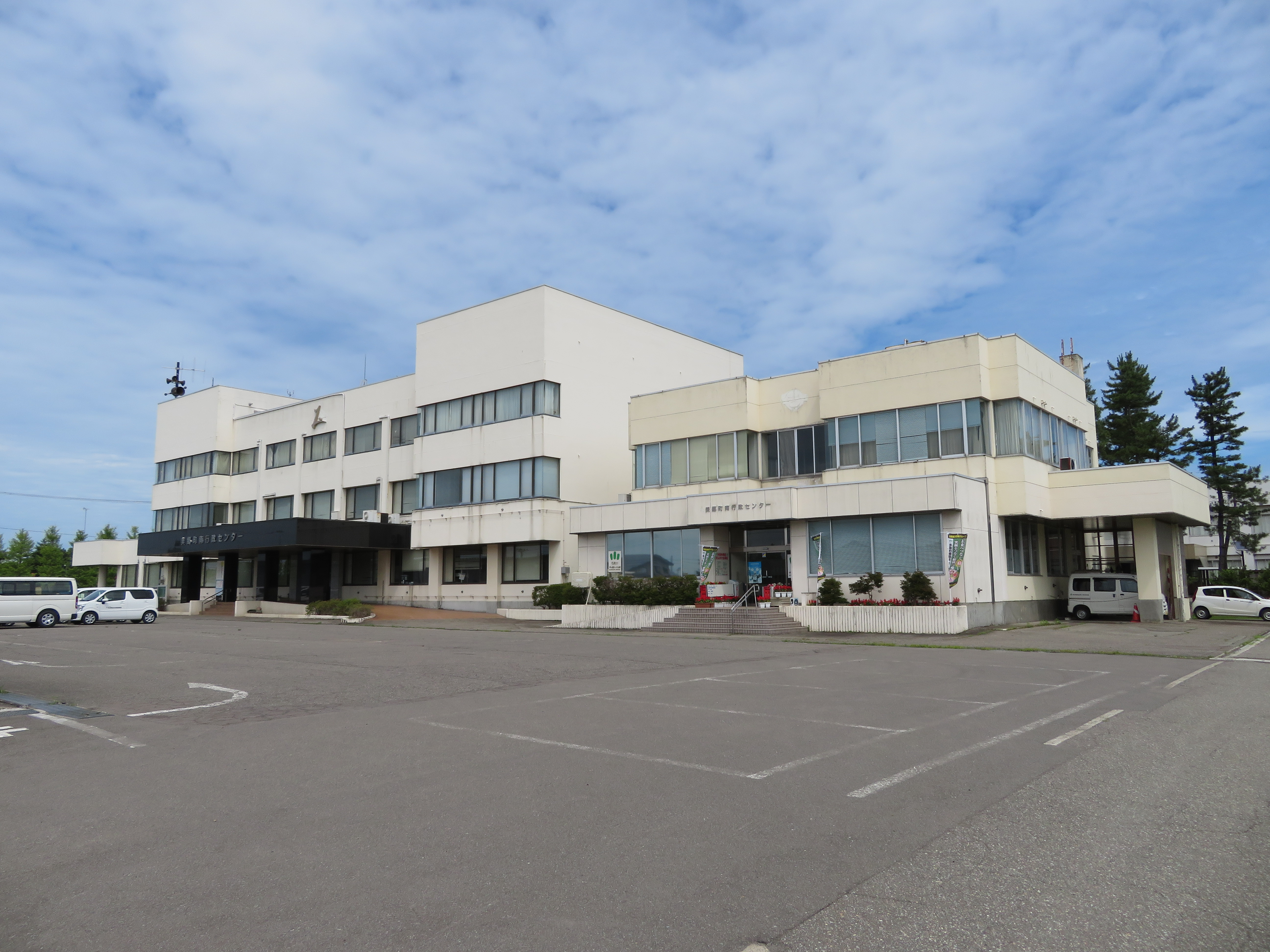
南行政センター

## 対外関係

### 姉妹都市･提携都市

#### 国内
提携都市
- 東京都大田区
  - 1989年（平成元年） - 大田区の西六郷少年少女合唱団が六郷町立六郷小学校を訪問したことから交流が始まる。
  - 1996年（平成8年） - 六郷町と大田区の間で災害時支援に関する協定を締結する。
  - 2005年（平成17年）11月5日 - 大田区のOTAふれあいフェスタ会場にて美郷町と大田区の間で友好都市提携を締結する。

- 茨城県つくば市
- 茨城県かすみがうら市
- 栃木県那須郡那珂川町 - 旧仙南村と旧小川町（栃木県）がともに面積41.16平方キロメートルとほとんど同じであったことから交流が始まり、双方の合併後も継続して交流をおこなっている。
- 長野県東御市

#### 海外
提携都市
- 中華民国（台湾）花蓮県瑞穂郷

## 経済

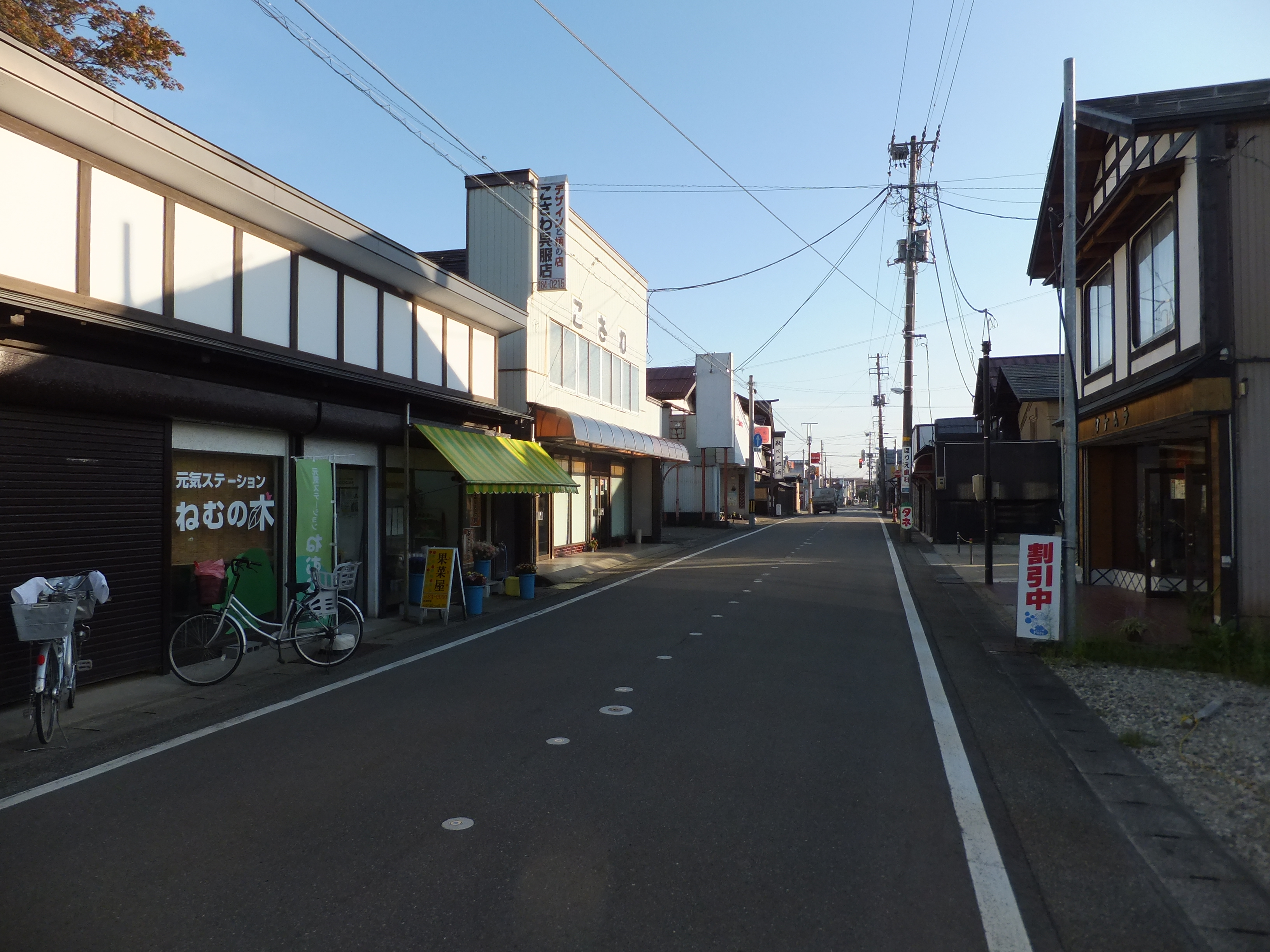
六郷の市場通り商店街

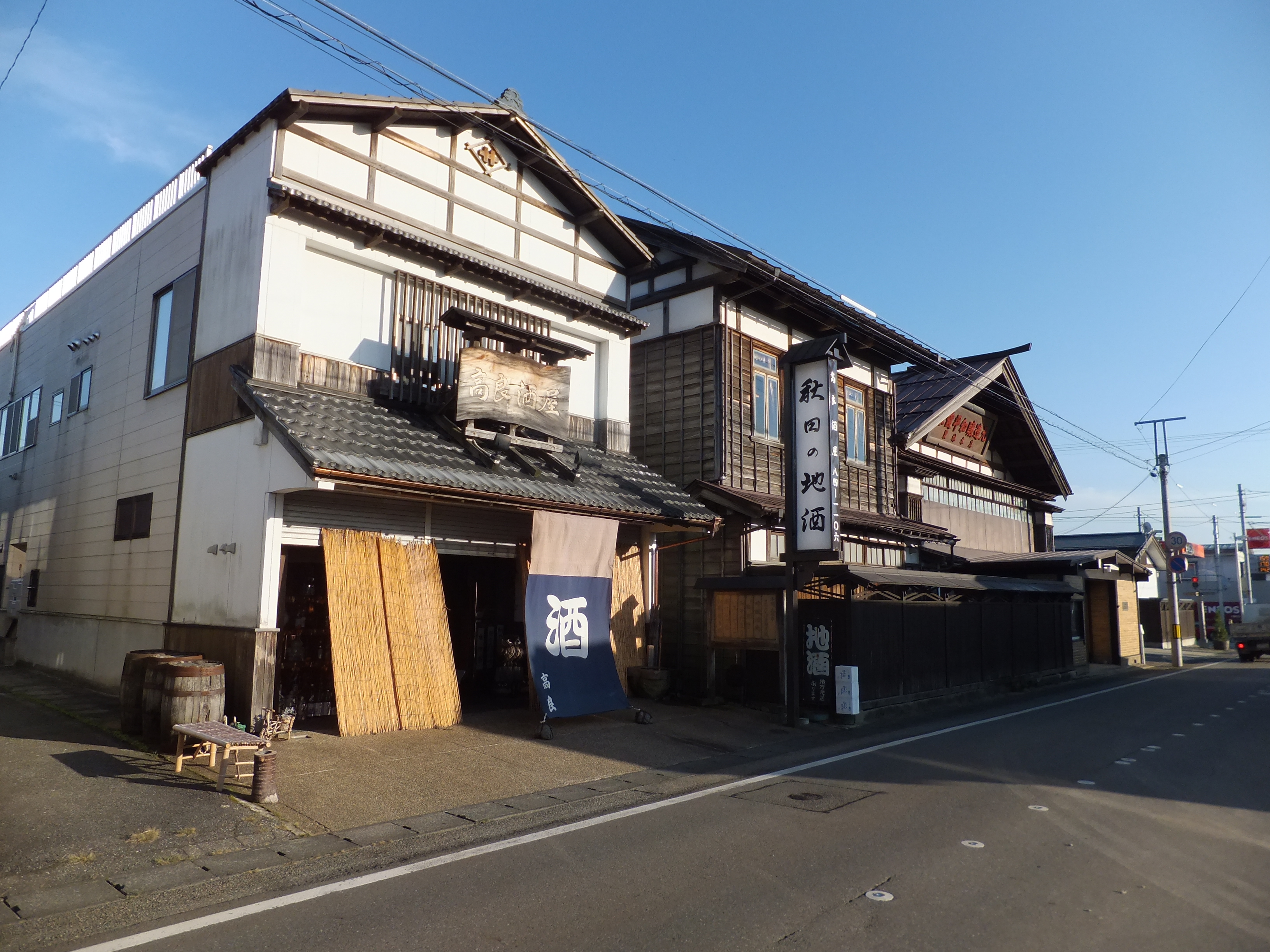
高良酒屋と栗林酒造店

### 農林業
豊かな水と夏季の温暖な気候にめぐまれ、扇状地扇端部や後背湿地を中心に古来米づくりを中心とする農業が発達してきた。かつては、水の得にくい扇状地扇央部を中心に養蚕・畑作・馬産もみられ、広大な落葉樹林を利用した製炭業やスギなどの林業もさかんであったが、戦後の田沢疏水の開通によって扇央部も水田化が進み、農家の経営規模は拡大した。今日では天狗森丘陵で和牛の飼育、金沢地区・飯詰地区でリンゴの栽培もさかんである。

### 工業

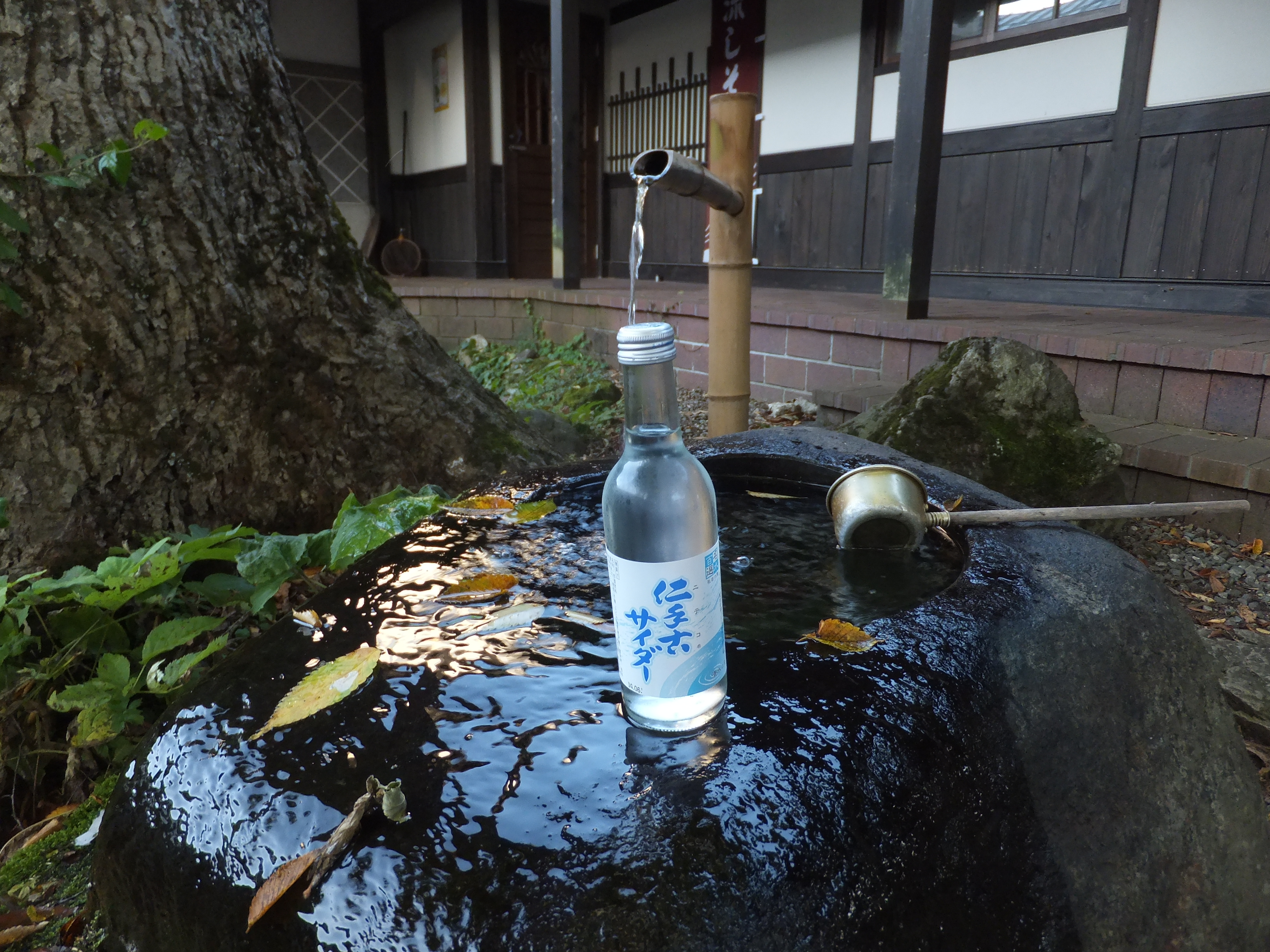
仁手古（ニテコ）サイダーと湧水

名水と秋田米を利用した日本酒醸造業が古くから盛んだった。享保年間には、六郷川内池・高野500軒中19軒の酒屋があり、タガ屋が15軒あったと記録されている。今日ではサイダーなど清涼飲料水の生産も行われている。

### 金融機関
指定金融機関は秋田銀行と北都銀行の輪番制。
- 秋田銀行美郷支店
- 北都銀行美郷支店
- 羽後信用金庫美郷支店
- 秋田おばこ農業協同組合
  - 六郷支店
  - 千畑支店
  - 畑屋支店
  - 仙南支店

### 郵便局
- 六郷郵便局
- 千屋郵便局
- 仙南郵便局
- 飯詰駅前郵便局
- 畑屋郵便局

## 教育
- 小学校

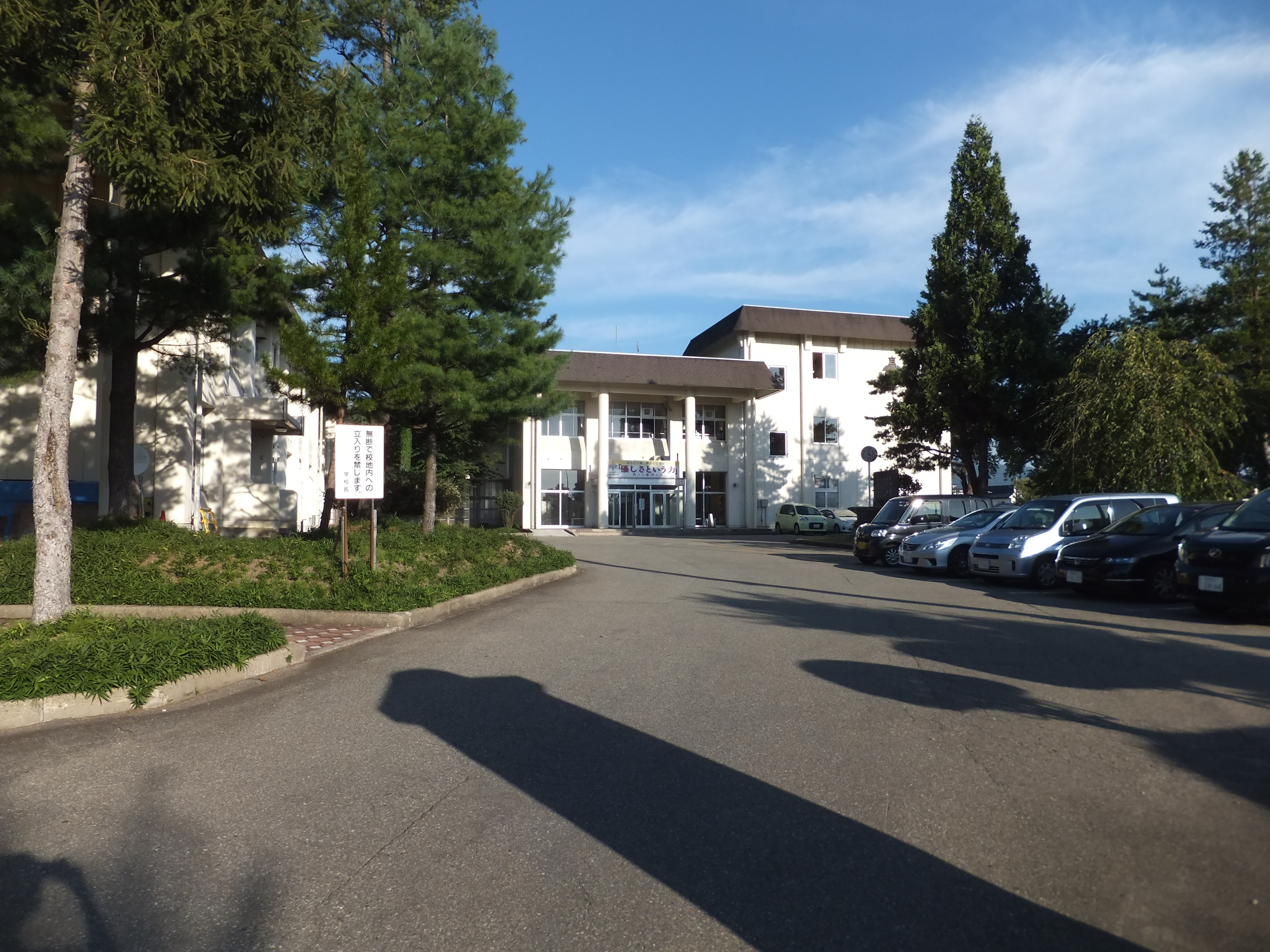
秋田県立六郷高等学校

  - 美郷町立六郷小学校（2010年（平成22年）4月1日開校）…旧六郷小跡地に設置。
  - 美郷町立千畑小学校（2013年（平成25年）4月1日開校）…旧千屋小跡地に設置。
  - 美郷町立仙南小学校（2013年（平成25年）4月1日開校）…旧仙南中跡地に設置。
- 中学校
  - 美郷町立美郷中学校（2012年（平成24年）4月1日開校）…旧六郷中跡地に設置。
- 高等学校
  - 秋田県立六郷高等学校

小学校を旧町村あたり1校に統合する方針のもと、旧六郷・千畑の両町については、旧六郷・千屋の両小学校の校舎を、旧仙南村については、建築時期が比較的新しく学区の中心にある仙南中学校の廃校後の校舎を利用して、改修の上で小学校に転用することとした。名称は旧町村名を附して「六郷小学校」「千畑小学校」「仙南小学校」とすることとした。また、六郷中・千畑中・仙南中の統合中学校については、旧六郷中学校の校舎を増改築して「美郷中学校」とすることとした。
これにより、2010年（平成22年）4月1日に旧六郷小学校跡地へ旧六郷小と旧六郷東根小の統合校である「美郷町立六郷小学校」が開校した。つづいて2012年（平成24年）4月1日、統合中学校「美郷町立美郷中学校」が開校した。翌2013年（平成25年）4月、千屋小学校・千畑南小学校を統合して「美郷町立千畑小学校」が、仙南東小学校・仙南西小学校・金沢小学校を統合して「美郷町立仙南小学校」が発足した。
畑屋地区に所在する千畑南小学校の廃校舎は「美郷町歴史民俗資料館・佐々木毅記念室」として、また飯詰地区に所在する仙南東小学校の廃校舎は「美郷町宿泊交流館ワクアス」として再生利用することとし、それぞれ2015年（平成27年）に開館した。六郷東根地区の六郷東根小学校、金沢地区の金沢小学校、金沢西根地区の仙南西小学校の廃校舎は、民間企業に貸し出し、大同衣料のストックヤード、三共光学工業秋田事務所、ENEXの農産物生産試験場として利用された。

## 交通

### 鉄道路線
- 東日本旅客鉄道 奥羽本線 ： 後三年駅 - 飯詰駅

### 路線バス
- 羽後交通

### 道路
- 一般国道
  - 国道13号（旧羽州街道）
- 主要地方道
  - 秋田県道11号角館六郷線
  - 岩手県道・秋田県道12号花巻大曲線
  - 秋田県道50号大曲田沢湖線
- 一般県道
  - 秋田県道116号川西六郷線
  - 秋田県道263号熊堂六郷線
  - 秋田県道266号耳取後三年停車場線
  - 秋田県道267号金沢吉田柳田線
  - 秋田県道305号千畑大曲線

## 観光

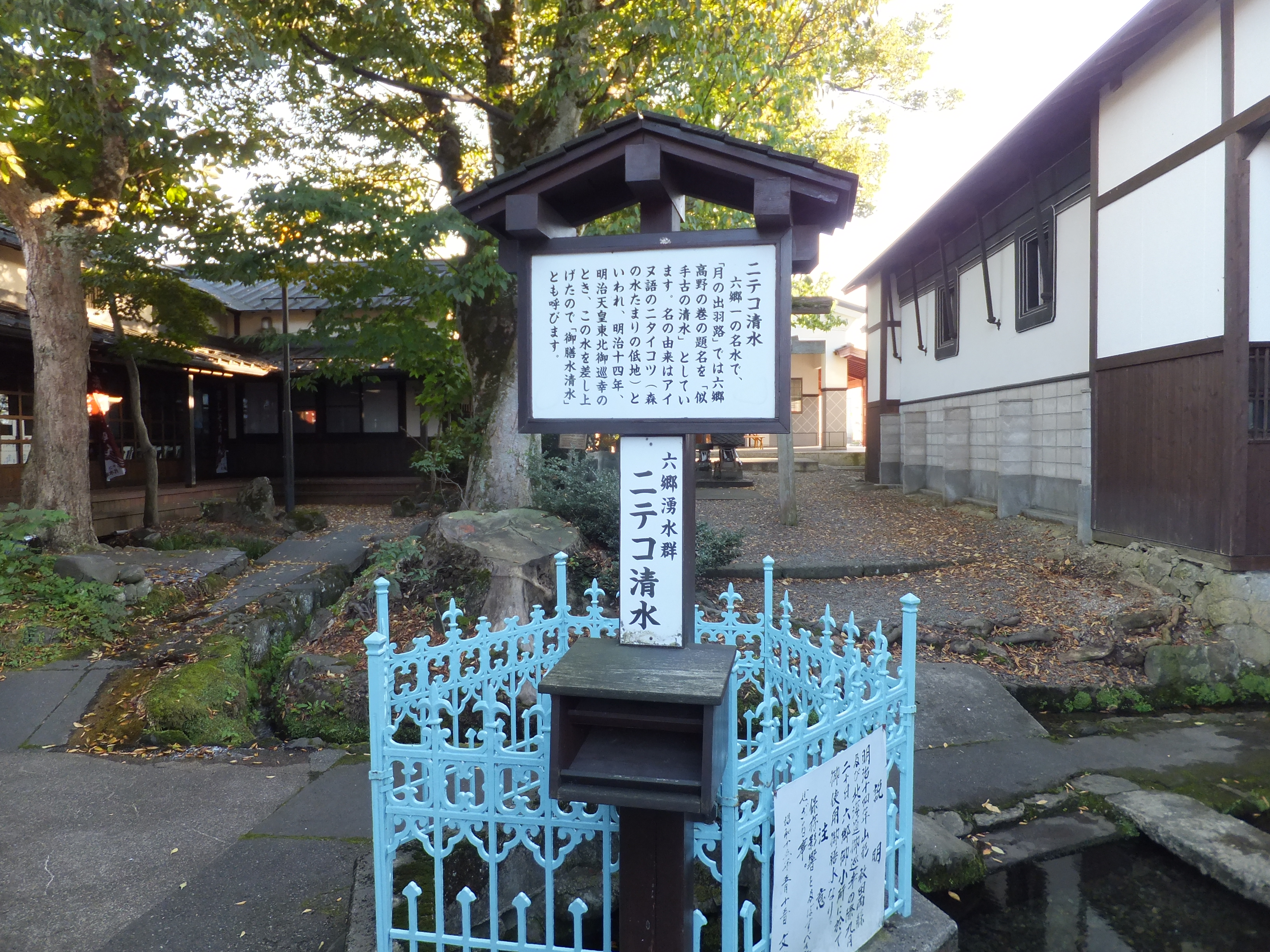
ニテコ清水

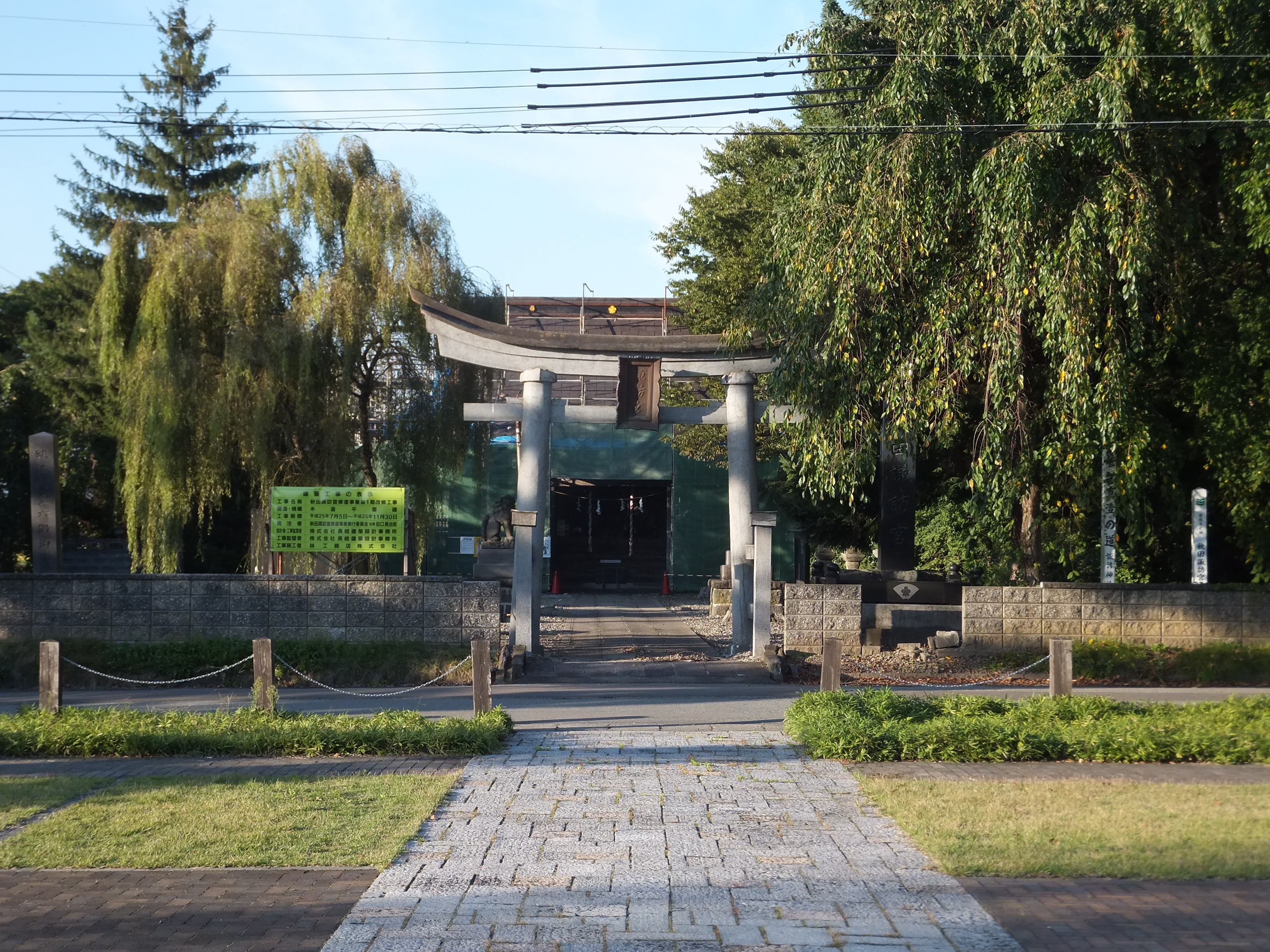
秋田諏訪宮

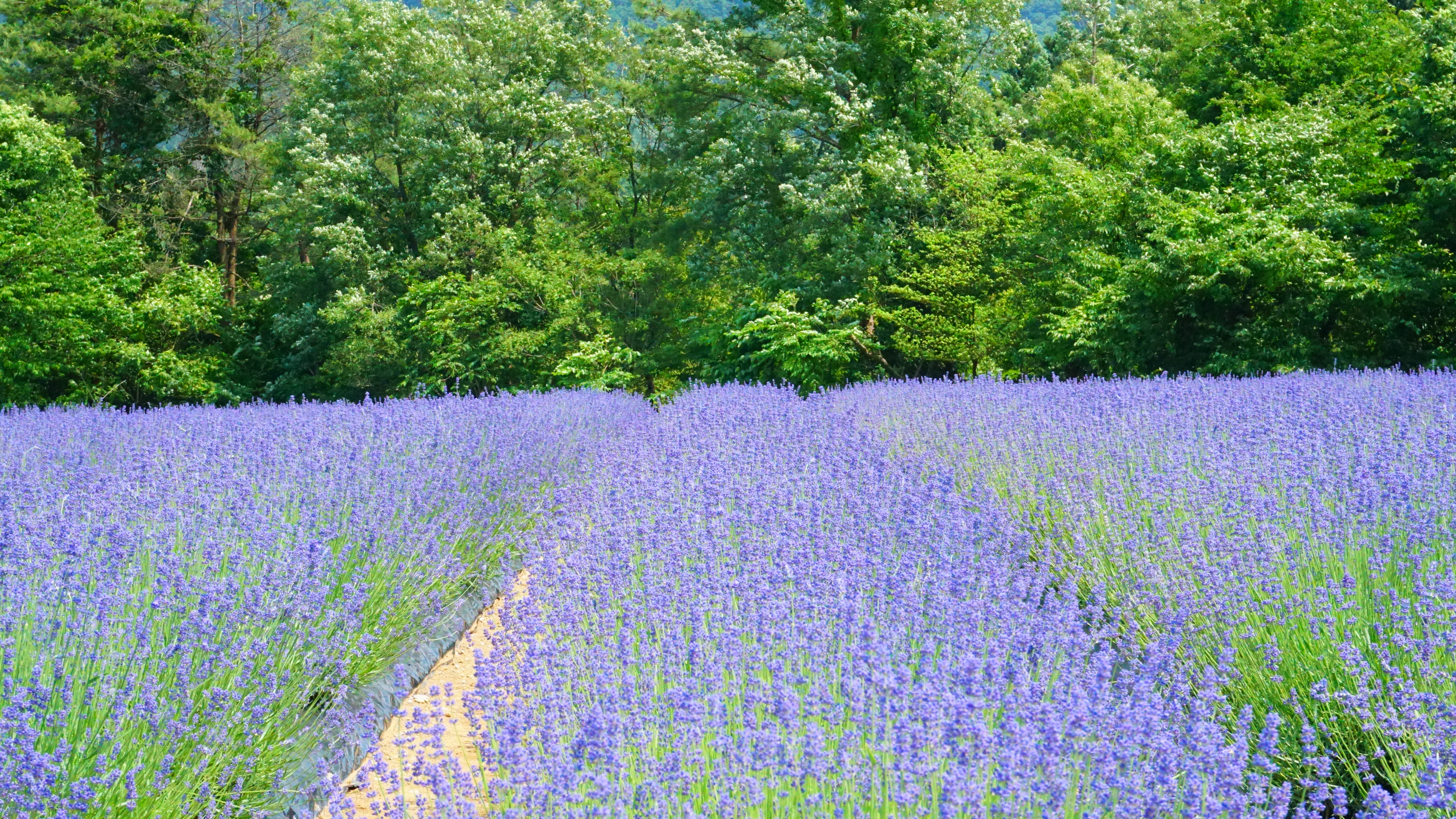
美郷町ラベンダー園

### 名所
- 六郷湧水群 （名水百選）
- 真木真昼県立自然公園
- 秋田諏訪宮
- 六郷熊野神社
- 後三年合戦古戦場
- 雁の里山本公園[8]
- 一丈木公園
- 坂本東嶽邸

### 史跡

#### 先史・古代
- 払田柵跡（平安時代、国の史跡）
- 一丈木遺跡（縄文時代中期、県指定史跡）
- 飯詰竪穴群（縄文・平安時代、県指定史跡）
- 運穣野組石群（縄文時代前期）
- 内村遺跡（縄文時代前期〜中期・平安時代）
- 石名館遺跡（縄文時代中期〜晩期・平安時代）
- 鎧ケ崎遺跡（縄文・平安時代）
- 矢矧殿遺跡（平安時代）
- 長岡森遺跡（平安時代）
- 一字山経塚（平安時代)

#### 中世
- 本堂城（室町時代・戦国時代、県指定史跡）
- 六郷城（室町時代・戦国時代）
- 飯詰城（室町時代・戦国時代）

#### 近世
- 六郷一里塚
- 野荒町一里塚

#### 近現代
- 六郷飛行場（太平洋戦争末期）

### 天然記念物
- 千屋断層

### 百選・百景
- 水の郷百選 - 美郷町六郷
- 名水百選・遊歩百選・甦る水百選 - 六郷湧水群[9][注釈 2]
- 水源の森百選 - 七滝水源かん養保安林[注釈 3]
- ため池百選 - 一丈木ため池[注釈 4]
- 新・日本街路樹100景 -千屋松・杉並木（菊池道路環境賞も受賞）[10][11][12][注釈 5]
- 疏水百選 - 田沢疏水
- 日本の地質百選 - 千屋断層

### 観光スポット
観光施設・文化体育施設
- 美郷町ラベンダー園
- 美郷町学友館
- 美郷町公民館
- 千畑スキー場
- 後三年スキー場
- 道の駅美郷
- 競輪場外車券売場「サテライト六郷」
- 六郷自転車競技場
- 美郷町総合体育館「リリオス」　2020.1に美郷総合体育館から美郷町総合体育館に名称変更
- プールパークみさと
- 美郷町歴史民俗資料館・佐々木毅記念室
- 美郷町宿泊交流館ワクアス
- 名水市場湧太郎
- 手づくり工房湧子ちゃん

## 文化･名物

### 祭事･催事
- 六郷のカマクラ行事（秋田諏訪宮、重要無形民俗文化財、2月11日-15日）
  - 町内各所…天筆焼き。梵天奉納
- 全県かけ唄大会（六郷熊野神社、8月）
- ラベンダー祭り（千畑地区の美郷町ラベンダー園にて。6月初旬-7月中旬）
- 美郷ジャズフェスティバル（仙南地区。10月）

### 名物
- 美郷まんま - 2008年（平成20年）に商品化したご当地グルメ
- 流しそうめん（ニテコ清水）

## 出身・関連著名人

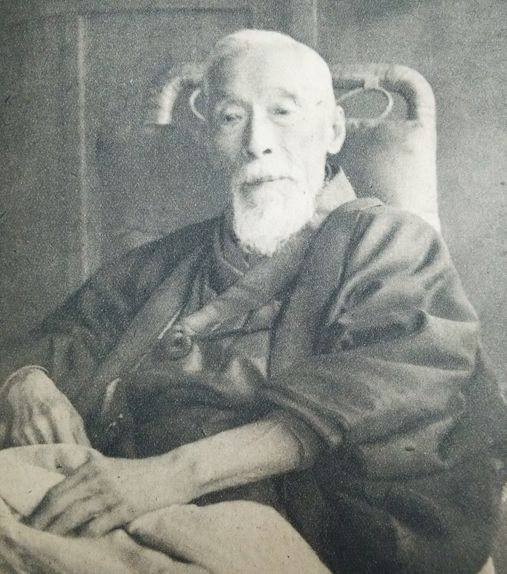
小杉天外

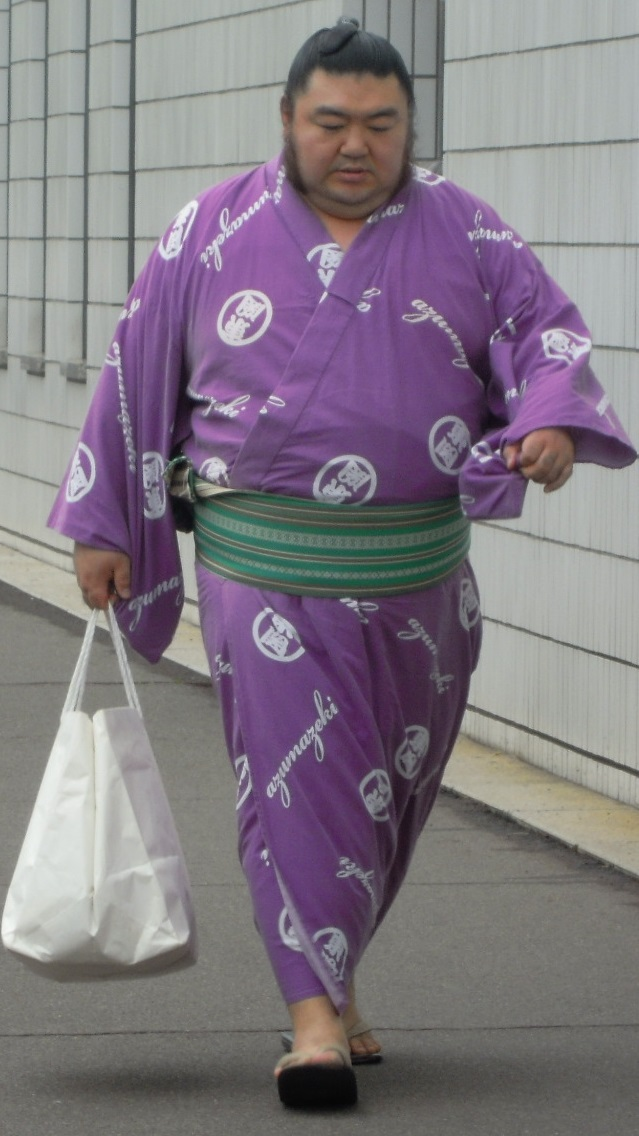
華王錦武志

### 政治家
- 辻辰之助（幕末維新の勤皇家） - 六郷高野村出身
- 畠山久左衛門（1847-1925、政治家） - 六郷村出身
- 江畑新之助（1871-1933、政治家） - 飯詰村出身
- 坂本理一郎（1861-1917、政治家） - 千屋村出身
- 寺田隆造（1874-1949、政治家） - 土崎港町出身、六郷町へ移住
- 深澤多市（1874-1934、郷土史・民俗学研究家、横手町助役） - 畑屋村出身
- 煙山力（1938-、政治家）元東京都文京区長 - 千屋村出身
- 松田知己（1963-、政治家） - 仙南村金沢西根地区出身

### 文化人
- 小杉天外（1865-1952、小説家、辻辰之助の親戚） - 六郷町出身
- 飯村稷山（1868-1942、漢詩人） - 六郷村出身
- 小西正太郎（1876-1956、洋画家、県会議員） - 六郷町出身
- 佐藤章 (パイロット)（1894-1921、飛行家） - 金沢西根村出身
- 高橋喜平（1910-2006、雪崩研究家・エッセイスト） - 六郷町出身
- むのたけじ（1915-2016、ジャーナリスト） - 六郷町出身
- 佐々木久実（日本画家） - 六郷町出身
- 藤井勉（1948-、洋画家） - 仙南村飯詰地区出身
- 雲然俊美（1957-、牧師） - 六郷町出身
- 泉谷玄作（1959-、写真家） - 仙南村金沢西根地区出身
- ブラボー中谷（1961-、マジシャン） - 千畑町出身
- 澁谷和之（1980-、デザイナー） - 仙南村金沢西根地区出身

### 経済人
- 熊谷武五郎（1842-1902、初代敦賀県知事、大蔵大丞、四十四銀行頭取） - 六郷村出身
- 町田睿（1938-2018、実業家、北都銀行会長・フィデアホールディングス取締役会議長、荘内銀行元頭取・旧富士銀行元常務） - 千屋村出身

### 医師、教育者
- 藤井玄淵（不詳-1827、出羽国久保田藩藩医。龍角散創始者） - 六郷東根出身
- 藤井玄信（不詳-1844、久保田藩藩医） - 六郷東根出身
- 熊谷松陰（1823-1905、国学者、教育者） - 六郷村出身
- 藤井帰一郎（1860-1942、教育者） - 内小友村（大仙市）出身、六郷町に居住
- 高橋午山（1865-1929、漢詩人、医師） - 畑屋村出身
- 藤井新八郎（1875-1948、医者） - 六郷町出身
- 熊谷カウ（1884-1966、教育者） - 六郷町出身
- 月輪賢隆（1888-1969、仏教研究家） - 金沢村出身
- 栗林治郎作（1892-1967、郷土史家） - 六郷町出身
- 栗林新一郎（1906-1983、教育者、郷土史家） - 六郷町出身
- 佐々木毅（1942-、政治学者） - 千屋村出身
- 照井日出喜 (1950-, 社会学者)  -千屋村出身

### スポーツ
- 加藤武久（1941-、競輪選手） - 六郷町出身
- 赤坂義昭（1943-2009、プロボクサー、元：全日本ミドル級チャンピオン） - 六郷町出身
- 加藤忍（1967-、競輪選手） - 六郷町出身
- 伊藤敬子（バレーボール、元：小田急ジュノー） - 六郷町出身
- 小田島英巨（陸上競技、走り幅跳び） - 仙南村飯詰地区出身
- 華王錦武志（1978-、力士） - 仙南村金沢地区出身
- 藤井黎來（プロ野球選手） - 飯詰地区出身

### 歴史上の人物
- 源義家（平安時代後期の武将、後三年合戦）

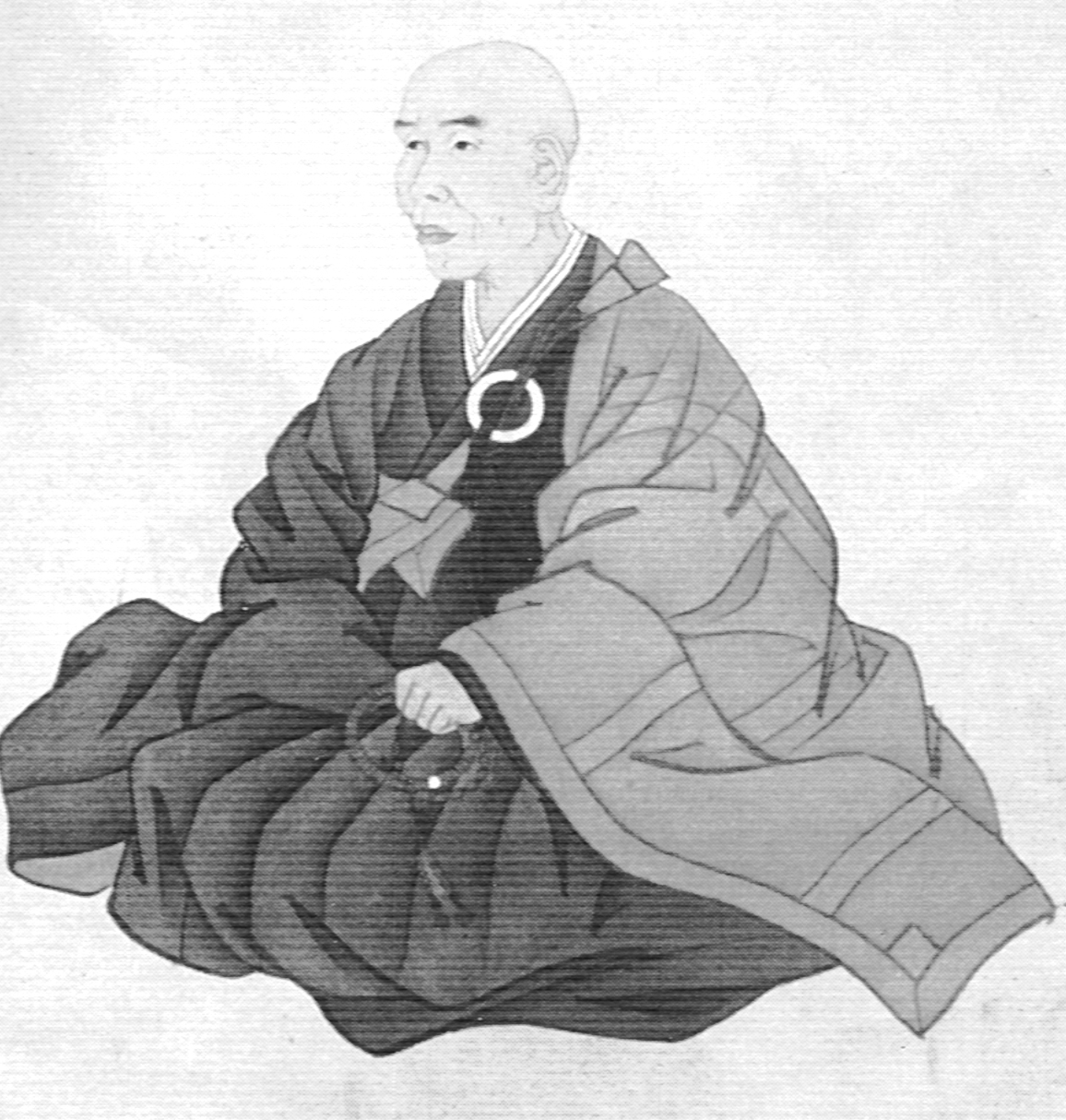
「白雲上人像」
----
安田田騏筆、秋田県指定文化財、本覚寺蔵

- 清原家衡（平安時代後期の武将、金沢柵主、後三年合戦）
- 中原親能（鎌倉幕府の文官御家人、山本郡（仙北郡）地頭職を得たと推定される）
- 道叟道愛（南北朝時代の禅僧、飯詰出身）
- 本堂忠親（戦国時代の領主、常陸志筑藩の藩祖）
- 六郷道行（戦国時代の領主、六郷城主。もと二階堂氏。政乗の父）
- 六郷政乗（戦国時代の領主、六郷城主。由利本荘藩の藩祖）
- 佐竹義重（常陸国出身の戦国武将。出羽転封後に六郷城に居住）
- 白雲（京都出身の江戸時代の画僧、須賀川派。浄土宗本覚寺住職）
- 後藤宙外（高梨村払田出身の小説家、六郷町長。払田柵の発見）
- 狩野旭峰（北秋田郡大館町出身の漢詩人・ジャーナリスト。酔経学舎学長）

### マスコットキャラクター
- ミズモ[13]

## 関連作品
わらび座ミュージカル『龍角散Presents・ゴホン！といえば』（2022年、脚本・演出：マキノノゾミ）